# Escudo de Colombia
El escudo de armas de la República de Colombia es el emblema heráldico que representa al país, y que junto a la bandera y el himno nacional, tiene la categoría de símbolo patrio.
El actual emblema y sus elementos constituyentes tienen sus orígenes en el escudo aprobado por medio de la ley 3 del 9 de mayo de 1834, siendo presidente de la República de la Nueva Granada el general Francisco de Paula Santander. Los colores y la disposición de los mismos fueron adoptados y reafirmados sucesivamente por varios decretos, particularmente los dictaminados el 17 de mayo de 1924 y el 11 de enero de 1934. Finalmente el escudo es reglamentado por medio del decreto 3558 del 9 de noviembre de 1949, el cual además describe de manera puntual la reproducción de la mayoría de sus partes. El escudo vigente en la actualidad recoge tanto los elementos dictaminados en 1834 como los descritos en 1924 y 1949, con sus respectivas mejoras estéticas.
El escudo como símbolo nacional es empleado por el Gobierno e instituciones estatales, siendo las únicas instituciones que pueden ostentarlo de forma privativa. En cuanto a su diseño existen diferentes versiones estilísticas, ya que a pesar de que las leyes y decretos vigentes describen cómo debe ser su reproducción, lo hacen de forma incompleta y sin tener en cuenta para ello la ciencia de la heráldica, lo que ha dado lugar a ciertos vacíos que la comunidad en general ha llenado de manera inapropiada dentro del dibujo del blasón.

## Descripción y diseño del escudo

### Elementos
De acuerdo a las leyes dictadas el 9 de mayo de 1834, 17 de mayo de 1924 y del 9 de noviembre de 1949, el escudo nacional consta de los siguientes elementos, con sus correspondientes significados:
El blasón tiene forma suiza, en proporción de 6 de ancho por 8 de alto, dividido en tres franjas iguales. 
En la faja superior, sobre campo azul va en el centro una granada de oro con tallos y hojas de lo mismo, abierta y en su centro graneada de rojo, que recuerda a la Nueva Granada, nombre que llevó el país hasta mediados del siglo XIX. A los dos lados se hallan dos cornucopias: la de la derecha con monedas de oro, y la de la izquierda con frutos tropicales. Estos cuernos simbolizan la riqueza y la abundancia del suelo colombiano.
La faja del medio, sobre campo de color platino, va un gorro frigio rojo enastado en una lanza, que recuerda el espíritu de la república y a su vez, es un símbolo universal de la libertad.
En la faja inferior va el istmo de Panamá rodeado de aguas marinas, sobre las cuales se ubican dos buques con las velas desplegadas, aparecen uno en cada Océano: el Pacífico y el Atlántico, como símbolo de que Colombia es el único país suramericano bañado por dos mares. Las velas desplegadas significan el comercio de Colombia con los demás países del mundo.
Sobre el jefe del escudo se ubica el Cóndor, que es el ave patriótica del país y simboliza la libertad, está representado de frente, con las alas extendidas y mirando hacia la derecha; de su pico pende una corona de laureles de color verde y una cinta ondeante de color oro asida al escudo y entrelazada en la corona, en la cual aparecen, en letras negras, las palabras Libertad y Orden, el lema nacional del país.
El escudo reposa sobre cuatro banderas divergentes de la base, de las cuales las dos inferiores forman un ángulo de 90 grados, y las dos superiores van separadas de las primeras en ángulos de 15 grados. Estas banderas van recogidas hacia el vértice del escudo.
El escudo tuvo algunas modificaciones estéticas en el año 2004 durante el mandato del presidente Álvaro Uribe Vélez, que no fueron sustanciales en su diseño.

### Especificaciones

Armas del escudo de Colombia.

Mientras las leyes dictaminadas el 9 de mayo de 1834 y el 17 de mayo de 1924 han dispuesto los elementos y el modo en que estos se distribuyen dentro del blasón, la ley del 9 de noviembre de 1949 contiene una detallada (pero incompleta) descripción de las especificaciones del escudo para su correcta reproducción, cuyas partes pertinentes son:
- El blasón tiene forma suiza, con proporciones de seis (6) de ancho por ocho (8) de alto.
- El escudo está dividido en tres (3) fajas o campos iguales.
- Es erróneo adornar el escudo con ribetes o bordes, como también dividir con ellos los tres campos.
- La diestra y siniestra del escudo (derecha e izquierda, respectivamente) se determinan en relación con el escudo y no al observador.
- El gorro debe estar mirando a la derecha y un poco deformado hacia arriba para que de la impresión de la punta de lanza.
- El mar del tercer cuartel debe de estar "ondeado de plata".
- Los barcos de la tercera faja son de color negro y deben tener por lo menos tres (3) palos y estar navegando hacia la derecha del escudo.
- Las banderas deben salir del borde inferior y no de detrás del escudo.
- El cóndor observa hacia la diestra en señal de Legitimidad; colocarlo hacia la siniestra significa Bastardía.

## Imprecisiones en el diseño

### Errores heráldicos
Las ambiguas descripciones de las distintas partes del escudo en las leyes del 9 de mayo de 1834 y 17 de mayo de 1924, sumadas a algunas equivocaciones en las especificaciones dadas en la ley del 9 de noviembre de 1949 y a que nunca se tuvo en cuenta para una correcta descripción del blasón la ciencia de la heráldica, han dado origen a una variedad de errores en el diseño del blasón colombiano (algunos de los cuales aún se mantienen) que ha costado varios años corregir. Los principales han sido:
1. El cóndor: Como figura natural esta ave no se encuentra en los libros de heráldica; por tanto debe seguirse para su posición y colores las mismas reglas que para su símil más cercano, o sea el águila. De acuerdo con esta afirmación, la posición del timbre del escudo de Colombia debe ser un cóndor de frente con sus alas abiertas (heráldicamente denominado explayado o azorado), con la cabeza vuelta hacia la derecha, la cola baja y esparcida y apoyando sus patas sobre el emblema. Debido a que anteriormente se desconocía como debía ser la silueta de esta ave, la interpretación hecha en la década de 1830 por el artista Pío Domínguez ponía de timbre un ave que a duras penas parece ser un cóndor, pero que no pasa de ser un aguilucho con la cabeza contornada a la izquierda. En las representaciones sucesivas, el cóndor se dibujaba mirando indistintamente hacia la diestra o la siniestra (aunque los artistas en su mayoría optaban por esta última), sin motivo alguno. En 1949 se corrigió la mirada del ave, pero no su postura, por lo que aún se le dibuja de forma contornada como si estuviera emprendiendo el vuelo.
2. Gorro frigio: En el modelo del escudo de 1834, el gorro frigio de la segunda franja miraba hacia la izquierda. Aunque las figuras que están dentro del ámbito del escudo no siguen necesariamente las reglas del timbre, se hace indispensable que todas ellas miren hacia el lado diestro del escudo. Dicha equivocación permaneció hasta 1949, cuando de modo simultáneo se reglamentaron la mirada del cóndor, los barcos y el gorro frigio.
3. Bordes y filetes: En versiones posteriores a 1890 se le han añadido al escudo borduras (tanto al blasón como a las separaciones de los campos) sin alguna explicación o reglamentación. El decreto ejecutivo de 1949 especifica que el escudo nacional nunca debe tenerlas, pero su uso generalizado a lo largo del país hace de este un error muy común y de difícil erradicación.
4. Dimensiones: Desde su creación en 1834, nunca se habían determinado las proporciones del escudo nacional colombiano. En 1949 por primera vez estas son reglamentadas, pero dichas dimensiones actualmente se consideran "pecado heráldico", por ser demasiado alargado hacia la punta. Las medidas para un escudo de esta forma deben ser de 6 de alto por 5 de ancho, que son las más comunes dentro de la ciencia heráldica.

### Correcciones al escudo
Debido a que estos errores eran perpetuados mas no corregidos (el decreto 3558 de 1949, a pesar de detallar los pormenores de los elementos el blasón lo hizo de forma parcial, por lo cual solo enmendó algunas erratas pero no su totalidad), el historiador y heraldista Enrique Ortega Ricaurte, jefe del Archivo Nacional de Colombia a mediados del siglo XX, quien estaba muy preocupado por las incesantes profanaciones a las armas patrias, resolvió en 1954 interpretar el Escudo Nacional de acuerdo con las reglas de la heráldica. De esta forma detalló un escudo que puede aceptarse como correcto. Dicha descripción se publicó en el Diario Oficial N.º 28820 del 6 de agosto de 1955 y que a la letra dice:

- Campo del escudo: El Escudo Nacional es de forma suiza y debe ser el mismo designado por la Ley del 9 de mayo de 1834. Tendrá cinco partes de ancho por seis de largo. En ningún caso llevara ribete o borde (inciso "G" del artículo 336 del reglamento de Servicio de Guarnición, aprobado por Decreto No 3558 del 9 de noviembre de 1949 del Poder Ejecutivo). Debe ir terciado en faja, o sea "dividido en tres partes iguales, separadas por dos paralelas horizontales".

- Banderas: Las cuatro banderas que adornan el escudo, que no son parte integrante de él, tendrán la misma inclinación que las que figuran en el aprobado por los legisladores de 1834. Sus colores y disposición son los fijados por el Decreto del 26 de noviembre de 1861 del general Tomás Cipriano de Mosquera, Presidente Provisorio de los Estados Unidos de Colombia; "estas banderas van recogidas hacia el vértice del escudo" (Artículo V del Decreto 861 del 17 de mayo de 1924 del presidente de la República de Colombia).

- Cóndor: El Cóndor que simboliza la libertad, está representado de frente con las alas extendidas y mirando hacia la derecha, "por ser más noble". De su pico penderá una corona de laurel de verde; y en una cinta ondeante, asida del escudo y entrelazada en la corona, se escribirá, sobre oro, con letras negras: LIBERTAD Y ORDEN.

### Versiones utilizadas por los organismos estatales
Colombia ha mantenido las características de su blasón de forma casi invariable desde 1834 hasta que fue definitivamente reglamentado en 1949. Sin embargo y a pesar de que las leyes indican como debe ser el emblema, existen varias versiones estilísticas, generadas por una mala interpretación de los componentes que están indicadas en los diferentes decretos y leyes. Adicionalmente, algunas versiones han incorporado elementos que no están regulados, tales como las orlas que se encuentran en los emblemas utilizados por las entidades gubernamentales, las cuales además han interpretado de distinta manera otros detalles incluidos en este (por ejemplo, el cóndor y las cornucopias).
De entre todos los elementos el que más se ha transformado con el transcurrir del tiempo ha sido la última franja, la cual contiene el istmo panameño: en un principio reglamentado como de color azul con mares de plata, ha evolucionado hasta actualmente ser dibujado en color verde rodeado de mares en azul. Este cambio de color se debió al reemplazo del campo verde que sostenía el blasón por la cola en la parte inferior, donde se recogen las banderas laterales; luego el diseño se popularizó por su armonía cromática que modificó de facto el último campo del escudo nacional (si bien este nunca se ha reformado en la norma).
| Versiones heráldicas | Versiones heráldicas                                                                  | Versiones de las entidades gubernamentales                                                     | Versiones de las entidades gubernamentales | Versiones de las entidades gubernamentales | Versiones de las entidades gubernamentales |
| --- | ------------------------------------------------------------------------------------- | ---------------------------------------------------------------------------------------------- | --- | --- | --- |
| |                                                                                       |                                                                                                | | | |
| Versión del escudo nacional de Colombia debidamente interpretada, de acuerdo con los decretos que lo crearon y modificaron y en concordancia con las normas heráldicas. | Versión heráldica del escudo nacional de Colombia con mares en azul e istmo en verde. | Versión con orlas en amarillo, mares en azul e istmo en verde, de uso generalizado en el país. | Versión utilizada actualmente por la Presidencia de la República, el cual cuenta con las modificaciones estéticas realizadas en el 2004. Dicho escudo no cumple con las normas heráldicas, ni con las leyes y decretos que regulan el emblema. | Versión utilizada por la Presidencia de la República en las décadas de 1950 y 1960. Dicho escudo se basó en el dibujo que hiciera el historiador Enrique Ortega Ricaurte para su reseña publicada en el Diario Oficial del 6 de agosto de 1955. | Versión utilizada por la Cámara de Representantes hasta 2008. Esta versión del escudo posee proporciones exageradas, ya que su altura dobla su ancho. |

## Historia

### Primeros escudos
Durante la dominación española, el escudo del monarca reinante era el utilizado como símbolo de sus diversos reinos y señoríos. Dicho blasón (conocido habitualmente como las Armas del Rey), cambiaba cuando un nuevo monarca ascendía al trono, de conformidad con las reglas de la heráldica. Los monarcas españoles que reinaron sobre Colombia (Isabel la Católica, Fernando el Católico, Juana la Loca, Carlos I, Felipe II, Felipe III, Felipe IV, Carlos II, Felipe V, Luis I, Fernando VI, Carlos III, Carlos IV y Fernando VII), tuvieron cada uno su propio emblema, distinto del de los demás. Por otra parte, algunas ciudades o villas sí contaban con escudo propio, que era otorgado por medio de Reales Cédulas.
El primer escudo de Colombia, como una entidad conjunta, fue aquel conferido en un principio a la ciudad de Santa Fe de Bogotá y a su provincia por Carlos V, en la Real Cédula emitida en Valladolid el 3 de diciembre de 1548, y que se convirtió en 1717 en el escudo del Virreinato de la Nueva Granada. Dicho escudo estaba conformado por un águila coronada de oro en campo de lo mismo, cuyas patas sostenían dos granadas de gules, con bordura de azur que llevaba como orla nueve granadas de oro, que, según algunas fuentes, representaban las nueve provincias que en ese tiempo conformaban el virreinato. Desde 1932 dicho emblema es el escudo de Bogotá.
|                                |                                       |
| Virreinato de la Nueva Granada | Provincias Unidas de la Nueva Granada |
| 1717 — 1819                    | 1815 — 1816                           |

Escudo provisional de las Provincias Unidas de la Nueva Granada en 1814.

El escudo del virreinato fue abandonado durante la época del grito de independencia, dado que se buscaba establecer a la Nueva Granada como un estado independiente, y sus símbolos debían alejarse lo más posible de los adoptados durante la colonia, que representaban las ataduras a la realeza española. Entre 1810 y 1812, aquellas provincias que no querían permanecer bajo el amparo colonial español se unieron para formar la primera república en la historia nacional de Colombia, la cual se denominó oficialmente Provincias Unidas de la Nueva Granada y cuya capital fue Tunja.
Luego de acordar la forma de gobernar el país, los representantes de cada una de las regiones que conformaban la federación se reunieron durante el año de 1814 en Congreso, para llegar a algunos convenios sobre diversos asuntos de interés nacional, entre ellos para fijar los emblemas que debían usarse para identificar a la joven república frente a las demás. En tal Congreso los delegados de las Provincias Unidas dieron origen al primer escudo nacional de Colombia. Este contenía numerosos elementos propios de la naciente república: el volcán Chimborazo, el cóndor andino, el salto del Tequendama, el istmo de Panamá, varias granadas abiertas, un arco, un carcaj y una flecha vertical; todo ello rodeado por un círculo con la leyenda “Provincias Unidas de la Nueva Granada”. La ley que lo reglamentó fue dada el 14 de julio de 1815 y sancionada el 14 de noviembre del mismo año, la cual además proporcionaba una detallada descripción de los colores que debía llevar el blasón:

Ley del 14 de julio de 1815, sancionada el 14 de noviembre de 1815

Sobre los elementos del escudo nacional:
Será el escudo nacional acuartelado para la distribución de los signos que distinguen y caracterizan a la Nueva Granada, a saber:
En el primer cuartel figurará el Chimborazo arrojando llamas de fuego por la parte de Altizana; en el segundo, el cóndor en actitud de alzar el vuelo y con la garra levantada; en el tercero, la cascada del Tequendama; en el cuarto el istmo de Panamá y dos barcos a sus lados, para denotar los dos mares. El sobretodo será una granada abierta.
El timbre un arco y un carcaj con flechas en aspa, y una de estas vertical. La guirnalda compuesta de granadas y ramas adecuadamente entrelazas, orlará su contorno; y últimamente se pondrá en su circunferencia sobre los colores de la bandera nacional la divisa “Provincias Unidas de la Nueva Granada”.

Sobre los esmaltes del escudo nacional:
El primer cuartel es de azul con un cerro de oro de dos cimas, la más alta superada de plata y la inferior de gules, representando el Chimborazo de Quito, a quien la naturaleza coronó de nieve y fuego;
El segundo de púrpura, con buitre cóndor, azorado, de sable, cabeza y garganta de gules, pico y piernas de oro, con la garra derecha levantada;
El tercero de sinople, en banda dentada y ondeada de plata, representando la cascada del Tequendama en la provincia de Cundinamarca;
El cuarto de plata, en banda denticulada de sinople, acompañada de dos barcos de sable, representando el istmo de Panamá;
El sobretodo de azul con una granada de oro abierta de gules fustada y guarnecida de hojas de sinople, aludiendo al nombre y signo con que se ha conocido ésta parte del globo;
El timbre, un arco y un carcaj con flechas en aspa de oro emplumadas, éstas de azul y gules, y una de ellas vertical de sable, armada de oro en barra detrás del escudo; este rodeado de una guirnalda de granadas de oro abiertas de gules, fustada y guarnecida de hojas de sinople y florecida de púrpura;

Envuelto todo en tres bandas de oro, sinople y gules, que son los colores de la bandera y pabellón nacional; la divisa “Provincias Unidas de la Nueva Granada” en letras de oro sobre la venda de sinople.

A la par de las Provincias Unidas se estableció entre 1812 y 1815 un gobierno autónomo en Cundinamarca, liderado por Antonio Nariño. Este creó un escudo conformado por un águila de sable con las alas abiertas, en cuya garra derecha empuñaba una espada vuelta hacia arriba y en la garra izquierda una granada, sobre cuya cabeza se alzaba un gorro frigio. Además varios fragmentos de cadena rota estaban en torno del águila. En la parte superior llevaba el lema “Morir o Vencer”, y envolviendo todo el escudo iba el letrero “Gobierno Libre e Independiente de Cundinamarca”. Este blasón fue abandonado cuando el término del conflicto entre federalistas y centralistas llevó a la anexión de Cundinamarca por parte de las Provincias Unidas de la Nueva Granada, para luego ser retomado en 1886 como el emblema del departamento de Cundinamarca.

### Escudos de la Gran Colombia
Ante la inminente independencia definitiva del país, los próceres de las campañas libertadores decretaron la unión territorial y política de Venezuela, la Nueva Granada y Ecuador durante el congreso de Angostura, quedando así creada la Gran Colombia el 15 de febrero de 1819. En dicha convención se estableció que provisionalmente el escudo y la bandera de la nación serían los hasta entonces usados por Venezuela, "por ser más conocidos".
|             |             |             |
| 1819 — 1820 | 1820 — 1821 | 1821 — 1830 |

Francisco de Paula Santander, que por entonces era vicepresidente del departamento de Cundinamarca (nombre que se le dio a toda la Nueva Granada mientras fue parte de la Gran Colombia), decretó el 10 de enero de 1820 el diseño de un nuevo escudo nacional, debido a la falta de conocimiento sobre las características de las armas de Venezuela. Este constaba de un blasón de forma suiza, que en campo de azur exhibía un cóndor, el cual llevaba en sus patas una espada y una granada (como en el escudo de Cundinamarca decretado por Nariño). En la zona inferior se encontraba una esfera de hierro, del cual partía una cadena de 10 estrellas (por las diez provincias de la nación) y sobre esta había un llama de fuego. En la zona superior del escudo se encontraba una guirnalda de laurel, y todo estaba rodeado por la Orden de los Libertadores y una cinta con el lema “Vixit et Vincit et Amore Patriae”, que en latín significa "Vivió y murió, y ello, por amor a la Patria". El 12 de julio de 1821 el Congreso Nacional decretó que este escudo y la bandera venezolana serían los nuevos símbolos provisionales de la República.
El escudo anterior fue reemplazado por el primer escudo oficial de la Gran Colombia, el cual fue establecido por la ley del 6 de octubre de 1821, luego de ocurrido el Congreso Constituyente de 1821, bajo los siguientes términos:

Ley del 6 de octubre de 1821

Considerando: que por el Artículo 11 de la Ley Fundamental de la República le corresponde designar las armas que deben distinguirla en lo venidero entre las naciones independientes de la tierra, ha venido en decretar y decreta lo siguiente:
Artículo 1: Se usará en adelante, en lugar de armas, de dos cornucopias llenas de frutos y flores de los países fríos, templados y cálidos, y de las fases colombianas que se compondrán de un hacecillo de las lanzas con la segur atravesada, arcos y flechas cruzados, atados con cinta tricolor por la parte inferior.
Artículo 2: El gran sello de la República y sellos del despacho tendrán grabado este símbolo de la abundancia, fuerza y unión con que los ciudadanos de Colombia están resueltos a sostener su independencia, con la siguiente inscripción en la circunferencia: “República de Colombia”.

Luego de la incorporación de la Provincia Libre de Guayaquil en 1822, se planteó modificar el escudo grancolombiano por última vez; algunos documentos oficiales de la época muestra la impresión de distintos modelos, sin embargo no existe una documentación como una ley o decreto que demuestre que efectivamente se reglamentó un nuevo emblema. El diseño propuesto constaba de un escudo de forma inglesa dividido en tres campos, cada uno de un color de la bandera. De estos cuarteles el superior, de azur, tenía tantas estrellas como departamentos tuviese la República; por ello tuvo tres en un comienzo, luego seis, posteriormente nueve y finalmente doce. En el campo inferior izquierdo, de gules, se hallaba un caballo indómito, símbolo de libertad y en el cuartel restante, de oro, se veía un cetro roto, representando a la monarquía destruida. En la zona superior del escudo llevaba un cóndor con las alas extendidas y en la zona inferior una cinta con la leyenda “Ser Libre o Morir”. Como tenantes el escudo llevaba a un anciano con una maza en su izquierda y a sus pies un ánfora derramando agua con la leyenda “Orinoco”; y a su derecha una ninfa con una rama de olivo en su mano y a sus pies otra ánfora semejante con la leyenda “Magdalena”.

### Escudos de la Nueva Granada
Luego de la desaparición de la Gran Colombia en 1830, los tres países que se conformaron (Estado de Venezuela, Estado del Ecuador y la República de la Nueva Granada) siguieron usando los mismos emblemas (bandera y escudo) de forma provisional, hasta decretar insignias propias. De este modo sucede que desde 1830 hasta 1834 la Nueva Granada, convertida en república, usó el mismo escudo grancolombiano, tan solo añadiendo el lema “Estado de Nueva Granada” en su bordura para diferenciarlo del empleado por sus vecinos.
|                            |                                                       |
| Estado de la Nueva Granada | República de la Nueva Granada Confederación Granadina |
| 1830 — 1834                | 1834 — 1861                                           |

Escudo propuesto en 1833 para la República de la Nueva Granada.

En 1833 Alejandro Vélez presentó al congreso un proyecto de bandera y de escudo para el país, siendo la primera aquella misma que fue usada por las Provincias Unidas de la Nueva Granada en 1815 pero con sus franjas en forma vertical. El escudo en tanto era de forma suiza y estaba dividido en tres cuarteles, el superior en azur llevaba un par de cornucopias y una granada, todas doradas, en símbolo de la riqueza del país. En el campo central, de gules, un caballo indómito de plata en signo de la independencia de la república. En la punta, en campo de plata, el istmo de Panamá en azur, rodeado de dos barcos en sable, uno en cada océano. Por timbre llevaba una corona de laurel en sinople sostenida por un cóndor de sable. Como tenantes del escudo estaban las efigies de la Justicia y la Libertad en una túnica de plata. Aunque el proyecto pasó gran parte de los debates en el congreso, no fue redactada ninguna ley que lo ratificara como el blasón nacional.
Al año siguiente el general Francisco de Paula Santander, presidente de la República de la Nueva Granada, definió la forma y elementos básicos del actual escudo de Colombia por medio de la ley 3 del 9 de mayo de 1834, los cuales en su mayoría han permanecido intactos:

Ley 3 del 9 de mayo de 1834

Artículo 1: Las armas de la Nueva Granada serán un escudo dividido en tres fajas horizontales, que llevarán en la superior, sobre un campo azul, una granada de oro, con tallos y hojas del mismo, abierta y graneada de rojo. A cada uno de sus lados irá una cornucopia de oro, inclinadas y vertiendo hacia el centro, monedas la del derecho y la del izquierdo frutos de la zona tórrida. El primero denota el nombre que lleva esta República, y el segundo la riqueza de sus minas y la feracidad de sus tierras.
Artículo 2: En la del medio, sobre campo de color platino, un gorro rojo enastado en una lanza, como símbolo de la libertad y de un metal precioso que es propio de este país.
Artículo 3: En la inferior llevará el istmo de Panamá de azul, los dos mares ondeados de plata, y un navío con sus velas desplegadas en cada uno de ellos, lo que indicará la importancia de esta preciosa garganta, que forma parte integral de la República.
Artículo 4: Estará el escudo sostenido en la parte superior por una corona de laurel, de verde, pendiente del pico de un cóndor, con las alas desplegadas; y en una cinta ondeante, asida al escudo y entrelazada en la corona, se escribirá sobre oro con letras negras este lema: "Libertad y Orden".
Artículo 5: El escudo descansará sobre un campo verde, adornado de algunas plantas menudas.

Las banderas laterales que acompañaban el escudo no fueron legisladas en dicha norma. Estas vinieron a incorporarse por un error de interpretación, ya que el 27 de mayo de 1834 el Secretario del Interior y Relaciones Exteriores de aquella época, doctor Lino de Pombo, envió a su homólogo de la Secretaría del Despacho de Guerra y Marina una copia del decreto que dictaminó el escudo y bandera nacional junto con los modelos de estos. Lino de Pombo colocó los pabellones de la marina mercante (la cual contenía una estrella de plata de ocho puntas en el centro) y de la armada (con el blasón nacional en la franja azul) a los costados del escudo como muestra, si bien aclaró en dicho documento que no formaban parte íntegra del mismo. Al parecer el modelo provisto de banderas laterales se tomó como un todo y a partir de allí fue el que se usó en todos los actos oficiales.

Escudo usado por la República de la Nueva Granada entre abril y diciembre de 1854, durante la dictadura del general José María Melo.

Escudo usado por la República de la Nueva Granada durante diciembre de 1854. Dicho emblema al parecer fue tomado de una interpretación hecha en Francia del escudo decretado en 1834, la cual apareció en varios documentos de ese país y estaba más conforme con los cánones de la heráldica.

En 1854, luego del golpe de Estado encabezado por José María Melo, el escudo fue cambiado durante unos pocos meses (del 17 de abril al 4 de diciembre). Este escudo estaba conformado por un fasces horizontal sobre el cual se cernía un cóndor con una rama de laurel en su pata visible, a la izquierda de este se hallaba un blasón cortado (dividido en dos cuarteles), en cuyo campo superior había una granada y en el inferior el istmo de Panamá en sinople. Tras el blasón se encontraban tres banderas nacionales, y en la zona superior del escudo estaba una estrella de cinco puntas. Sobre el fasces se cernía una cinta de plata con el lema “Ab Ordine Libertas” (Al servicio de la Libertad), el cual estaba en concordancia con el lema "Libertad y Orden" usado por la República Neogranadina.
Se sabe igualmente que una vez que fue depuesto Melo a finales de dicho año, la República de la Nueva Granada usaba otro modelo de escudo. Dicho blasón consistía en el mismo que fue reglamentado por Santander pero con notables diferencias en sus adornos externos. Por ejemplo las banderas laterales no eran dos sino seis, tres a cada lado; el cóndor en lugar de hallarse en vuelo, se posaba sobre el blasón; y todo el escudo se emplazaba sobre dos cañones cruzados, seis balas puestas en pirámide y un terrazado de sinople. Sin embargo en dicha versión la faja central del gorro frigio era muy angosta, tratándose de formar la figura heráldica llamada ceñidor o divisa, la cual es una pieza honorable disminuida.
Posteriormente el gobierno de la Confederación Granadina siguió usando los mismos emblemas de la República Neogranadina sin mayores cambios, tan solo añadiendo un aro ovalado de gules que envolvía todo el escudo a modo de marco. En dicho óvalo se imprimía el nombre del país, generalmente en letras doradas, y 8 estrellas de ocho puntas como símbolo de cada uno de los estados de la confederación. Su uso más profuso se encontró en los emblemas estatales, ya que en estos además del nombre del país también se registraba el nombre del estado al cual representaba.

### Escudos luego del cambio definitivo de nombre a Colombia
En 1861 el general Tomás Cipriano de Mosquera se hizo presidente del país, y una de sus primeras acciones fue cambiar el nombre del país al de Estados Unidos de Colombia. Al declararse la federación, se acarreó un cambio en los símbolos patrios, entre ellos la disposición de las franjas de la bandera, lo que afectó el diseño las banderas laterales del escudo. Mosquera decretó que las armas del país serían las mismas de la Confederación Granadina, con el aditamento que sobre este habría un arco compuesto por 9 estrellas de ocho puntas, que representaban a cada uno de los Estados Soberanos en que se dividía el país. El escudo estaba enmarcado por un óvalo rojo, en el cual se grababa el texto “Estados Unidos de Colombia” junto con las nueve estrellas de ocho puntas que se reiteraban en la zona inferior del óvalo.
|                            |                       |                       |
| Estados Unidos de Colombia | República de Colombia | República de Colombia |
| 1861 — 1886                | 1886 — 1924           | 1924 — Presente       |

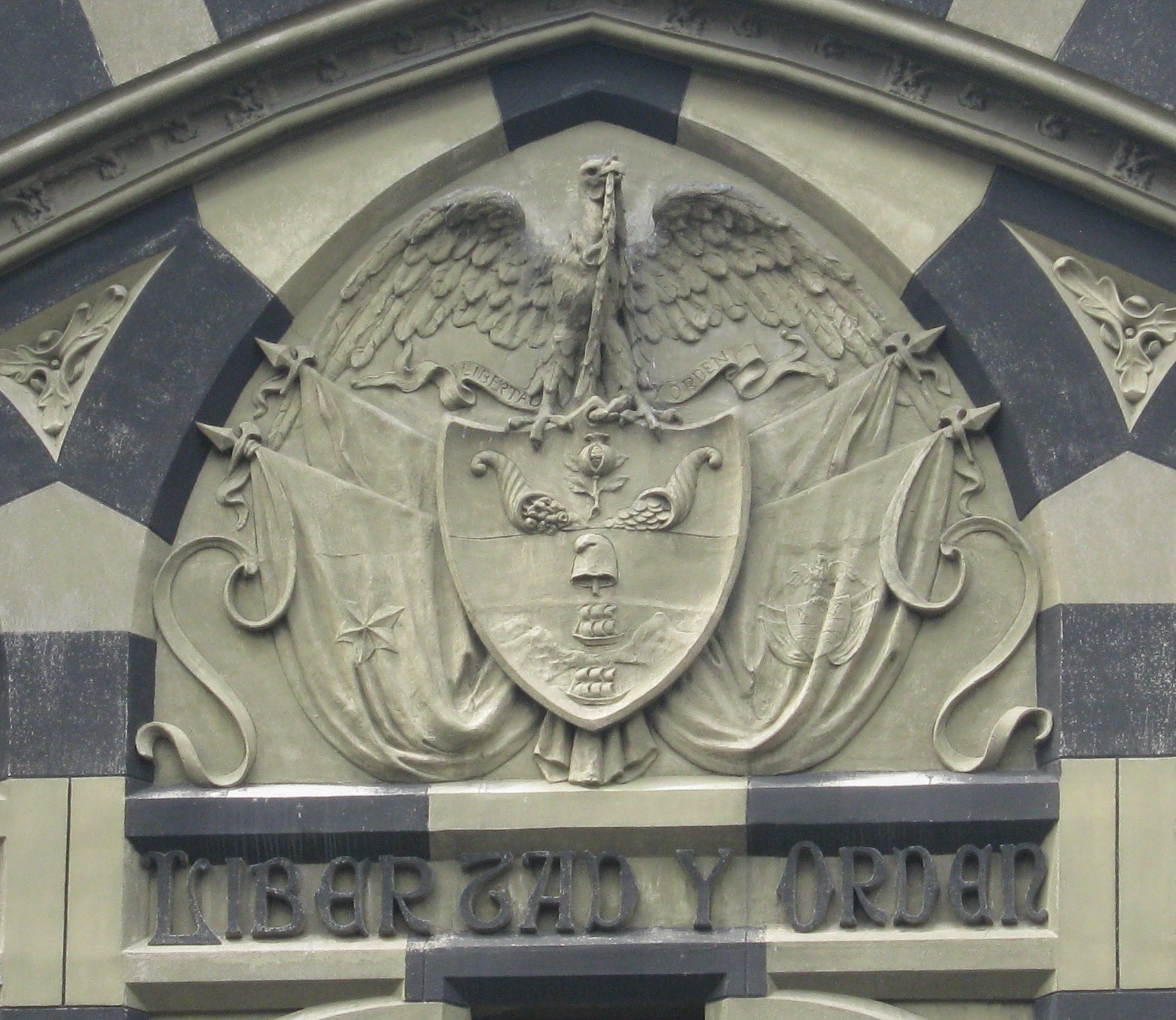
Escudo de Colombia en la fachada del Palacio de la Cultura Rafael Uribe Uribe, ubicado en Medellín y fechado en 1927. Si bien este escudo cumple con algunas de las características descritas en la ley del 17 de mayo de 1924, el cóndor aún presenta su mirada a la siniestra.

Luego del desenlace de la guerra civil de 1885, el nombre del país fue finalmente cambiado en 1886 por el actual República de Colombia. Esto implicó nuevas modificaciones en el escudo nacional. En el decreto 838 del 5 de noviembre de 1889 se ordena la supresión de las nueve estrellas federales (dado que el país había adoptado el sistema unitario) y el cambio de la leyenda por la de “República de Colombia”. Además, el empleo posterior transformó el óvalo rojo en un círculo, el cual actualmente solo se utiliza para enmarcar el escudo en insignias oficiales del Estado, como el usado en el estandarte presidencial.
Las últimas modificaciones significativas fueron establecidas por el decreto 861 del 17 de mayo de 1924, que estableció que la colocación de las banderas sería la siguiente: las dos inferiores formando un ángulo de noventa grados (90°) entre sí y las dos superiores separadas de las primeras en ángulos de quince grados (15°), siendo estas recogidas en el vértice del blasón, lo cual eliminó definitivamente el suelo verde que poseían las versiones anteriores del escudo; dicho cambio repercutió en el color del istmo centroamericano; este ahora vendría a ser pintado en verde (muchas versiones posteriores hacen parecer que a partir de este mismo momento los mares, antes de plata, ahora serían coloreados en azul). Además, por medio del decreto 3558 emitido el 9 de noviembre de 1949, se establece que el cóndor mira a la diestra del escudo en señal de legitimidad de la nación colombiana.

## Modificaciones propuestas
Desde principios del siglo XXI se ha planteado, de parte de algunas ramas políticas, un cambio en el escudo de armas nacional. Las principales propuestas manifiestan el afán de modificar, en varios casos sin considerar las normas de la heráldica o la tradición histórica, los elementos fundamentales del emblema.
Algunos de estos críticos han argumentado que el escudo de armas es obsoleto y anacrónico. Por ejemplo, se ha dicho que el cóndor andino es una especie amenazada en el país, con apenas 100 ejemplares, y dada su naturaleza de alimentarse de carroña, es un animal con un perfil muy bajo para representar una nación. La granada, al ser un fruto del Mediterráneo, no es actualmente cultivada en Colombia y el gorro frigio es de origen griego. Por último se ha sugerido cambiar también el istmo de Panamá, puesto que ya no pertenece a Colombia.

### Istmo de Panamá
Durante 2007 y 2008 cursó en el Congreso de la República un proyecto de ley el cual contemplaba sustituir el istmo de Panamá por las islas del Archipiélago de San Andrés y Providencia, y a su vez también proponía la unificación de los elementos de la primera franja en frutas exóticas; dicha iniciativa se dio porque algunos congresistas, primordialmente por el representante Dayro Bustillo del departamento de Bolívar, consideraron que Panamá, al dejar ser parte del territorio colombiano desde 1903, no debería tener representación en el emblema nacional. Dicha resolución generó un amplio debate sobre si era posible modificar tan profundamente el escudo nacional, cuyos componentes han sido históricamente constantes desde la creación del mismo en 1834.
La propuesta generó reacciones encontradas tanto a favor como en contra. La senadora Luz Elena Restrepo sostuvo lo siguiente: "Para mí es valioso sacar a Panamá del escudo. La pérdida de Panamá fue un proceso que es símbolo de corrupción. Si en un emblema patrio se tiene una energía tan negativa, hay que sacarla".
En cambio, el historiador Jorge Orlando Melo comentó que es "innecesario" cambiar el escudo. "Las banderas y los escudos tienen una razón histórica. No creo que sea necesario quitarle al escudo el cóndor, porque se está acabando en los Andes. O que vayamos a quitar el cuerno de la abundancia del escudo porque la riqueza no se ve. O que quitemos a Panamá, porque la perdimos". Melo también resalta que muchos países cuentan con emblemas con referencias "que ya no tienen vigencia". Además, afirma que el istmo centroamericano en el escudo colombiano hace mención a algo que todavía tiene Colombia, como es la zona del Darién y las costas sobre el Atlántico y el Pacífico, pues es el único país de Suramérica que tiene costas sobre ambos océanos.
Esta polémica no solo afectó al pueblo y gobierno colombianos, sino que tuvo repercusiones en Nicaragua, debido a que ambos países sostienen un litigio por la soberanía del archipiélago de San Andrés, Providencia y Santa Catalina y sus aguas circundantes. El gobierno nicaragüense lo vio como un intento de Colombia de reafirmar su autoridad sobre las islas, sin que en aquel momento la Corte Internacional de Justicia hubiera dictado norma alguna que diera por esclarecida tal cuestión.

### Gorro frigio
A raíz de la ponencia presentada en 2007 en la cual se contemplaba cambiar el istmo de Panamá por las islas de San Andrés y Providencia, se presentaron varias discusiones sobre el contenido de las franjas, en especial para reemplazar el gorro frigio del sector central, símbolo de la libertad de los esclavos. Al no conocer el verdadero significado e importancia universal de dicho emblema, los congresistas han planteado en su reemplazo el sombrero vueltiao, que fue declarado Símbolo Cultural de la Nación por el Congreso de Colombia mediante la Ley 908 del 8 de septiembre de 2004.
Finalmente, el 10 de octubre de 2009 el gobernador del departamento de Sucre Jorge Barraza Farak, hizo oficial la propuesta de agregar este sombrero al escudo nacional. En dicha propuesta el mandatario expresó que se debería reemplazar el gorro frigio por el sombrero vueltiao, prenda característica del colombiano y obra artesanal del Caribe, e igualmente que se cambiara el istmo centroamericano por el archipiélago de San Andrés y Providencia.

### Forma del escudo y cóndor de los Andes
A principios de 2008 varios miembros de la comisión Segunda de la Cámara de Representantes buscaban reemplazar el cóndor por otra ave que representase mejor la identidad de la nación, según sus opiniones, por ser una especie muy amenazada y además ser carroñera.
Durante dicha sesión y con base en lo formulado, comenzaron a surgir proposiciones de todo tipo por parte de los congresistas, lanzadas sin consultar normas de la heráldica ni mucho menos la historia. Entre ellas la de sustituir el cóndor por cualquier otra ave colombiana. Ésta se originó de una propuesta que planteaba suprimir la actual forma del blasón que corresponde al llamado estilo suizo, por un marco con el croquis del mapa de Colombia (si bien los congresistas se refirieron a este con el nombre de "mapa físico de Colombia") dividido en tres franjas, debido a que el actual se trata de un "escudo de armas español". Pero como el nuevo "marco" del escudo sería el mapa, totalmente irregular, sería imposible que allí se posase un cóndor, ave que además está en peligro de extinción. Entonces propusieron cambiar el animal y pidieron elaborar una lista de los que podrían ser simbólicos.

### Otras propuestas
En las sesiones de 2007 y 2008 también se sugirieron que en el nuevo escudo deberían aparecer otros elementos nacionales como las flores, el café, los Llanos Orientales, la Sierra Nevada e incluso los trajes típicos. Finalmente, otra proposición recogía la idea de adicionar a la cinta ondeante dorada, que tiene la inscripción "Libertad y Orden", la palabra "Democracia".
En agosto de 2024, el presidente Gustavo Petro propuso cambiar el lema del escudo para que quede "Libertad y Orden Justo". Esta propuesta fue presentada al Congreso como proyecto de ley por la representante a la Cámara Dorina Hernández Palomino, del Pacto Histórico, el 6 de noviembre de 2024.
| | |                                                                        |
| Escudo propuesto en 2009 por el gobernador de Sucre, Jorge Barraza Farak, para la República de Colombia, reemplazando el gorro frigio por el sombrero vueltiao. Dicha propuesta igualmente recoge su símil planteada en el Congreso de la República por el representante Dayro Bustillo en 2008, en la cual se pretendía cambiar el istmo de Panamá por las islas del archipiélago de San Andrés, Providencia y Santa Catalina. | Entre las propuestas para modificar el escudo nacional está la de cambiar la forma que corresponde al llamado estilo suizo por un contorno con la forma del croquis del mapa de Colombia dividido en tres fajas, como el aquí mostrado. | Propuesta del escudo de Colombia con el lema "Libertad y Orden Justo". |

## Regulación y uso

El escudo de Colombia en el emblema de la Policía Nacional.

Logo con el escudo nacional que utiliza la Presidencia de Colombia.

El escudo de Colombia, junto con la bandera y el himno, están reglamentados por medio del decreto 1967 del 15 de agosto de 1991. En lo referente al escudo, el decreto dispone lo siguiente:
- El escudo de Colombia solo debe usarse en la bandera nacional del Presidente de la República, en las banderas de guerra, en los membretes de papel, sobres, entre otros, mediante los cuales se ventilen asuntos estrictamente oficiales. Sin embargo puede esculpirse en monumentos, iglesias, capillas, panteones o cementerios militares, cuarteles, buques, centros docentes y otros lugares, siempre que reúnan condiciones de severidad, seriedad y respeto.
- El escudo puede usarse en medios publicitarios solamente cuando dichos mensajes conlleven a la formación de un sentido nacionalista o realcen los valores patrios.
- Cuando se usen los Símbolos Patrios en prendas de vestir, objetos y eventos, deben llevarse con el mayor respeto y decoro.
- Es obligación de todos los establecimientos de educación del país poseer Bandera y Escudo Nacional, los cuales deben mantenerse con el mayor respeto y dignidad en un aula principal o salón de actos.
- Así mismo, es obligación de los educadores y padres de familia fomentar el culto a los Símbolos Patrios. Como refuerzo a este culto, mínimo una vez al mes debe efectuarse un acto en el cual el alumno que más se haya distinguido debe izar la Bandera Nacional, mientras la comunidad estudiantil entona el Himno Nacional para fomentar el espíritu patriótico de los ciudadanos.

### Sanciones
El antiguo Código Penal colombiano (Decreto 100 de 1980) disponía en su capítulo primero (artículo 117) que quien ultrajare públicamente los símbolos patrios de Colombia, esto es el himno, la bandera o el escudo nacional, incurriría en traición a la Patria y debería cumplir una condena en prisión de seis (6) meses a dos (2) años.
Posteriormente, con la expedición de la Ley 599 de 2000, la pena de prisión fue eliminada por el artículo 461 y reemplazada por multa. Sin embargo, la norma fue declara inexequible por la Corte Constitucional (fuera del ordenamiento jurídico y por tanto sin aplicación) mediante sentencia C-575 de 2009.